# Henrik Topsøe
Henrik Topsøe (født 10. august 1944 - død 9. august 2019) var en dansk civilingeniør og tidligere vicedirektør og bestyrelsesformand i kemivirksomheden Haldor Topsøe, der blev grundlagt af Topsøes far, Haldor Topsøe, i 1940. Han blev ansat Haldor Topsøe i 1972 og arbejdede sig op igennem virksomheden. Han har modtaget flere internationale hæderspriser og skrevet et stort antal videnskabelige artikler i sit arbejde med katalyse.

## Karriere
Henrik Topsøe blev uddannet kemiingeniør på Ingeniørakademiet i København (det nuværende Danmarks Tekniske Universitet) i 1967. Herefter tog han en Ph.d. på Stanford University i USA, og i 1974 blev han ansat på laboratoriet i faderens firma Haldor Topsøe. I 1986 blev han medlem af virksomhedens topledelse, og i 1992 blev han leder for forskning og udviklingsafdelingen, og året efter blev han medlem af bestyrelsen. I 2012 blev han viceformand for bestyrelsen, og i 2013 formand. I 2016 trak han sig sig som bestyrelsesformand, men fortsatte som medlem af bestyrelsens Innovationsudvalg. 
I et studie fra 1998 blev Topsøe nævnt som den mest citerede industrielle forsker inden for katalyse, og to år senere modtog han François Gault Lectureship Award som den første industrielle forsker.
I 2008 blev han vicedirektør for Haldor Topsøe A/S og i 2012 blev han næstformand i bestyrelsen.
I 2013 blev han Foreign Associate i National Academy of Engineering, USA Ved sin faders død i maj samme år overtog han formandsposten i bestyrelsen.
I sin karriere udgav han mere end 180 videnskabelige artikler og var medlem af flere videnskabelige foreninger som Kemisk Forening, Dansk Fysisk Selskab, Ingeniørforeningen i Danmark, American Institute of Chemical Engineers, American Association for the Advancement of Science og American Chemical Society. Han har også haft flere bestyrelsesposter i videnskabelige organisationer.

## Død
Topsøe døde den 9. august 2019 efter flere års kræftsygdom.

## Hæder
- 2000 François Gault Lectureship Award fra European Federation of Catalysis Societies
- 2003 Glenn Award fra American Chemical Society[7]
- 2005 Eugene J, Houdry Award in Applied Chemistry fra North American Catalysis Society[8]
- 2010 American Chemical Society Petroleum Division Distinguished Research Award[7][9]
- 2015 Ridder af Dannebrog